# Jerome Henderson (cestista 1959)
Jerome D. Henderson (Los Angeles, 5 ottobre 1959) è un ex cestista statunitense, professionista in Turchia, nella NBA e in Italia.

## Carriera
Ha disputato 1 incontro nei Los Angeles Lakers e 6 nei Milwaukee Bucks. Ha inoltre giocato in Continental Basketball Association con i Pensacola Tornados, e successivamente nelle Filippine, in Turchia (nell'Efes Pilsen), in Messico ed in Italia (alla Viola Reggio Calabria).

## Palmarès

### Squadra
- Campionato turco: 1

Efes Pilsen: 1983-84

### Individuale
- 3 volte CBA All-Defensive First Team (1986, 1987, 1988)
- Miglior rimbalzista CBA (1989)
- All-USBL Second Team (1986)
- USBL All-Defensive Team (1987)